# Charax
Charax é um gênero de peixes caracídeos sul-americanos de água doce.

## Espécies
- Charax apurensis C. A. S. de Lucena, 1987
- Charax caudimaculatus C. A. S. de Lucena, 1987
- Charax condei Géry & Knöppel, 1976
- Charax delimai Menezes & C. A. S. de Lucena, 2014[2]
- Charax gibbosus Linnaeus, 1758
- Charax hemigrammus C. H. Eigenmann, 1912
- Charax leticiae C. A. S. de Lucena, 1987
- Charax macrolepis Kner, 1858
- Charax metae C. H. Eigenmann, 1922
- Charax michaeli C. A. S. de Lucena, 1989
- Charax niger C. A. S. de Lucena, 1989
- Charax notulatus C. A. S. de Lucena, 1987
- Charax pauciradiatus Günther, 1864
- Charax rupununi C. H. Eigenmann, 1912
- Charax stenopterus Cope, 1894
- Charax tectifer Cope, 1870